# Трубецький (селище)
Трубецьки́й (рос. Трубецкой) — селище у складі Половинського округу Курганської області, Росія.
Населення — 32 особи (2010, 45 у 2002).
Національний склад станом на 2002 рік:
- росіяни — 65 %